# Marijje van Stralen
Marijje van Stralen is een Nederlandse sopraan.

## Opleiding
Van Stralen studeerde aan het Sweelinck Conservatorium in Amsterdam bij Margreet Honig. Ze kreeg een Fulbright beurs toegekend waarmee ze aan de Curtis Institute of Music in Philadelphia en in New York bij Bill Riley kon studeren. In 1999 werd ze geselecteerd voor de Britten-Pears School of Advanced Musical Studies in Aldeborough. Ze maakte deel uit van het Internationaal Operacentrum Nederland. Ze won de publieksprijs bij het Cristina Deutekom Concours 2002. 

## Activiteiten

### Opera
Ze maakte haar debuut bij De Nederlandse Opera als deel van het vocaal ensemble in de opera Writing to Vermeer van Louis Andriessen. Ze zong in een productie van het Lincoln Center in New York van dezelfde opera. Zij zong ook samen met de moderne muziek ensemble ELECTRA in Clark Studio te Lincoln Center. In een derde productie van deze opera geleid door Reinbert de Leeuw zong ze de hoofdrol Saskia.
Van Stralen zong verder in producties van Henry Purcells King Arthur, Wolfgang Amadeus Mozarts Die Entführung aus dem Serail (Blondchen), Der Schauspieldirektor (Mademoiselle Silberklang), Bastien und Bastienne (Bastienne) en de productie van Ernst Theo Richter van Die Zauberflöte (Pamina), Georges Bizets Carmen (Frasquita), Charles Gounods La Colombe (Silvie), Giacomo Puccini's Tosca (Shepherd), Maurice Ravels L'Enfant et les Sortilèges (Princess), Johann Strauss' Die Fledermaus (Adèle), Benjamin Brittens The Rape of Lucretia (Lucia) en de wereldpremière van de opera van Martijn Padding en Friso Haverkamp Tattooed tongues. Ze zal verder zingen in de opera Peter Grimes van Benjamin Britten (Niece) met de Nationale Reisopera en in La traviata (Annina) met het Vlaams Radio Orkest.

### Orkesten en dirigenten
Van Stralen zong onder dirigenten als Richard Bradshaw, Roy Goodman, Yakov Kreizberg, Hans Leenders, Reinbert de Leeuw, Yoel Levi, Kenneth Montgomery, Ed Spanjaard, Jos van Veldhoven, Timothy Vernon, Jed Wentz en Jan Willem de Vriend. Ze werkte daarbij met het Ensemble Musikfabrik, Vlaams Radio Orkest, Ensemble Sospeso New York, Nederlands Philharmonisch Orkest, Het Gelders Orkest, Noord Nederlands Orkest, Combattimento Consort, Nederlands Blazers Ensemble, Nieuw Sinfonietta Amsterdam en het Nederlands Kamerorkest. 
Van Stralen zong ook op festivals: Barbican Centre en Southbank Centre (Londen), Louis Andriessen Festival Sonic Evolutions (New York), Pontino Festival (Italië), Berliner Festwochen, Festival of Alden Biesen, Art lyrique et Musique ancienne, Festival Agora (Parijs), the Carmel Bach Festival (San Francisco), Waterford Music Week (Ierland), Gaudeamus in Sint-Petersburg en het Bachfestival Amsterdam. 
Van Stralen vormt een vast duo met pianist Jeroen Bal waarmee ze regelmatig recitals geeft. 
Op CD is Marijje van Stralen te horen als Sifare in de Mozart-opera Mitridate onder leiding van Jed Wentz en als deel van ELECTRA op opnames van de BBC. Met Jeroen Bal nam ze een CD op, Growing up in Opera.